# 4Ever Hilary Duff
4Ever Hilary Duff (Por Siempre Hilary Duff) es el segundo álbum recopilatorio de la cantante estadounidense Hilary Duff, y el primero y único lanzado solo en Italia el 12 de mayo de 2006. El álbum fue lanzado en promoción de algunos de los más populares singles de Duff, así como poner a disposición canciones que no se encontraban en ediciones estándares de álbumes o singles anteriores. Sin embargo, la mayoría de las canciones están disponibles en toda la longitud de álbumes, con la excepción de remixes los cuales fueron lanzados en los sencillos de UK. 4Ever fue también lanzado debido a la gran cantidad de fanes de Duff en Italia que no obtienían las versiones normales de sus discos lanzados en el país. El álbum vendió 100 000 copias en Italia y fue certificado Platino. Fue el 67.º álbum más vendido en Italia en 2006. 
Un DVD exclusivo fue también lanzado en Italia con el CD. El DVD solo se pudo conseguir durante tiempo muy limitado, actualmente, se encuentra totalmente descatalogado y fuera del mercado.

## Lista de canciones
| 4ever Hilary Duff |                                                 |                                                               |          |  |
| N.º               | Título                                          | Escritor(es)                                                  | Duración |  |
| 1.                | «Fly»                                           | Kara DioGuardi, John Shanks                                   | 3:43     |  |
| 2.                | «Weird»                                         | Charlie Midnightt, Marc Swersky, Ron Entwistle                | 2:55     |  |
| 3.                | «Our Lips Are Sealed» (ft. Haylie Duff)         | Jane Wiedlin, Terry Hall                                      | 2:40     |  |
| 4.                | «Shine»                                         | Kara DioGuardi, Guy Chambers                                  | 3:29     |  |
| 5.                | «Someone's Watching Over Me»                    | Kara DioGuardi, John Shanks                                   | 4:11     |  |
| 6.                | «Anywhere But Here»                             | Jim Marr, Wendy Page, Chico Bennett                           | 3:32     |  |
| 7.                | «Who's That Girl?» (Acoustic Version)           | Charlie Midnightt, Desmond Child, Andreas Carlsson            | 3:26     |  |
| 8.                | «Jericho» (Remix)                               | Charlie Midnightt, Chico Bennett                              | 3:50     |  |
| 9.                | «Sweet Sixteen»                                 | Haylie Duff, Toran Caudell                                    | 3:09     |  |
| 10.               | «Supergirl»                                     | Kara DioGuardi, Greg Wells                                    | 2:53     |  |
| 11.               | «Come Clean» (Joe Bermúdez & Josh Harris Remix) | Kara DioGuardi, John Shanks                                   | 3:35     |  |
| 12.               | «Wake Up» (DJ Kaya Long-T Remix)                | Dead Executives, Hilary Duff                                  | 5:31     |  |
| 13.               | «Beat of My Heart» (Sugarcookie Remix)          | Dead Executives, Hilary Duff                                  | 3:00     |  |
| 14.               | «So Yesterday» (Joe Bermúdez Radio Mix)         | Lauren Christy, Scott Spock, Graham Edwards, Charlie Midnight | 3:21     |  |
| 15.               | «Fly» (Sessions@AOL)                            | Kara DioGuardi, John Shanks                                   | 3:43     |  |

## DVD
1. Concierto de la gira Metamorphosis.
2. Videoclips:

- So Yesterday
- Wake Up
- Beat Of My Heart
- Fly
- Come Clean
- Our Lips Are Sealed.

## Posicionamiento
| País   | Lista          | Posición | Certificación |
| ------ | -------------- | -------- | ------------- |
| EUROPA |                |          |               |
| Italia | Top 40 Álbumes | 13       | Platino       |

- Datos: Q1949546